# Турлиханов Даулет Болатович
Даулет Болатович Турлиханов (каз. Дәулет Болатұлы Тұрлыханов; нар. 18 листопада 1963, село Георгієвка, Жарминський район, Семипалатинська область (нині Східноказахстанська область)) — радянський і казахський борець греко-римського стилю, чемпіон, срібний та бронзовий призер чемпіонатів світу, чемпіон Європи, триразовий чемпіон Азії, чемпіон Азійських ігор, дворазовий переможець Кубків світу, срібний та бронзовий призер Олімпійських ігор. Заслужений майстер спорту СРСР, заслужений тренер Республіки Казахстан, заслужений тренер Киргизстану.

## Біографія
Народився у багатодітній родині, де крім нього було ще семеро братів і дві сестри. З 1976 року за прикладом батька почав займатися вільною боротьбою, який був боцем-вільником, чемпіоном Середньої Азії. Батько ж віддав хлопця до спортінтернату, але там не було секції вільної боротьби, тому Даулет почав займатися греко-римською боротьбою. У 1981 році на запрошення тренера Геннадія Сапунова переїхав до Москви, де почав тренуватися під його керівництвом. У 1986 році вперше виграв дорослий чемпіонат СРСР. Потім ще сім разів ставав чемпіоном СРСР. Виступав за Збройні сили СРСР та професійний спортивний клуб «Даулет» з Алмати.
У 1997 році закінчив Казахський державний університет імені Аль-Фарабі за фахом «Юриспруденція». Автор книг «Оптимізація підготовки висококваліфікованих борців греко-римського стилю» (1998) та «Удосконалення системи підготовки висококваліфікованих борців греко-римського стилю» (1999). Кандидат педагогічних наук (2005).
Після завершення у 1997 році активних виступів на борцівському килимі перейшов на тренерську роботу. Був головним тренером збірної Казахстану з боротьби. Паралельно почав займатися політикою. Депутат Парламенту Казахстану трьох скликань. У 1999—2000 рр. він очолював комітет «Екології та природокористування». З 2001 по 2005 року — голова Агентства з питань спорту та туризму Казахстану. У 2004—2006 рр. очолював комітет у справах спорту Міністерства культури, інформації та спорту Республіки Казахстан. Радником Президента Казахстану. Член Академії проблем безпеки, оборони і правопорядку. Президент корпорації «Данек». У 2013 році був обраний президентом футбольного клубу «Спартак» в Семеї. Проводить Республіканський турнір з греко-римської боротьби серед кадетів на призи Даулета Турлиханова.
У 2001—2005 рр. займав пост віце-президента Асоціації боротьби Азії. Член бюро Міжнародної федерації боротьби (FILA).

## Родина
Одружений, має двох синів і двох дочок. Його дружина Гульнар Турлиханова — президент федерації гандболу Казахстану і віце-президент Азіатської федерації гандболу. Брат Кайрат Турлиханов — президент Федерації важкої атлетики Республіки Казахстан. Батько Болат Турлиханов — Заслужений тренер Казахської РСР з боротьби. Він був першим наставником сина.

## Нагороди та визнання
Нагороджений Золотим орденом і Почесним знаком Національного олімпійського комітету Республіки Казахстан.
Орден «Петра I Великого» — за видатні заслуги і великий особистий внесок у зміцнення дружби і співпраці між Росією і Казахстаном.
Олімпійський орден за великий внесок в розвиток олімпійського руху Киргизстану.
Почесний громадянин міста Семей.
Почесний громадянин Урджарського району Східноказахстанської області.
Іменем Даулет Турлиханова названа школа в селі Таскескен.

## Спортивні результати

### Виступи на Олімпіадах
| Змагання                    | Збірна            | Вагова категорія | Місце  |
| --------------------------- | ----------------- | ---------------- | ------ |
| Літні Олімпійські ігри 1988 | СРСР              | 74 кг            | Срібло |
| Літні Олімпійські ігри 1992 | Об'єднана команда | 82 кг            | Бронза |
| Літні Олімпійські ігри 1996 | Казахстан         | 82 кг            | 4      |

### Виступи на Чемпіонатах світу
| Змагання                        | Збірна    | Вагова категорія | Місце  |
| ------------------------------- | --------- | ---------------- | ------ |
| Чемпіонат світу з боротьби 1987 | СРСР      | 74 кг            | Бронза |
| Чемпіонат світу з боротьби 1989 | СРСР      | 74 кг            | Золото |
| Чемпіонат світу з боротьби 1991 | СРСР      | 82 кг            | 9      |
| Чемпіонат світу з боротьби 1993 | Казахстан | 82 кг            | Срібло |
| Чемпіонат світу з боротьби 1995 | Казахстан | 82 кг            | 6      |

### Виступи на Чемпіонатах Європи
| Змагання                         | Збірна | Вагова категорія | Місце  |
| -------------------------------- | ------ | ---------------- | ------ |
| Чемпіонат Європи з боротьби 1987 | СРСР   | 74 кг            | Золото |

### Виступи на Чемпіонатах Азії
| Змагання                       | Збірна    | Вагова категорія | Місце  |
| ------------------------------ | --------- | ---------------- | ------ |
| Чемпіонат Азії з боротьби 1995 | Казахстан | 90 кг            | Золото |
| Чемпіонат Азії з боротьби 1996 | Казахстан | 82 кг            | Золото |

### Виступи на Азійських іграх
| Змагання           | Збірна    | Вагова категорія | Місце  |
| ------------------ | --------- | ---------------- | ------ |
| Азійські ігри 1994 | Казахстан | 82 кг            | Золото |

### Виступи на Східноазійських іграх
| Змагання                 | Збірна    | Вагова категорія | Місце  |
| ------------------------ | --------- | ---------------- | ------ |
| Східноазійські ігри 1997 | Казахстан | 85 кг            | Бронза |

### Виступи на Кубках світу
| Змагання                    | Збірна | Вагова категорія | Місце  |
| --------------------------- | ------ | ---------------- | ------ |
| Кубок світу з боротьби 1986 | СРСР   | 74 кг            | Золото |
| Кубок світу з боротьби 1990 | СРСР   | 82 кг            | Золото |

### Виступи на інших змаганнях
| Змагання                           | Збірна | Вагова категорія | Місце  |
| ---------------------------------- | ------ | ---------------- | ------ |
| Гран-прі Німеччини з боротьби 1986 | СРСР   | 74 кг            | 4      |
| Гран-прі Німеччини з боротьби 1987 | СРСР   | 74 кг            | Золото |
| Гран-прі FILA 1987                 | СРСР   | 74 кг            | Золото |
| Гран-прі Німеччини з боротьби 1989 | СРСР   | 74 кг            | Золото |